# لایوش یاکووتیچ
لایوش یاکووتیچ (انگلیسی: Lajoš Jakovetić؛ ۱۵ نوامبر ۱۹۲۲ – ۲۷ ژانویهٔ ۲۰۰۳) بازیکن فوتبال اهل یوگسلاوی بود.
از باشگاه‌هایی که در آن بازی کرده‌است می‌توان به باشگاه فوتبال پارتیزان اشاره کرد.
وی همچنین در تیم ملی فوتبال یوگسلاوی بازی کرده‌است.